# Castillo de Araklovon

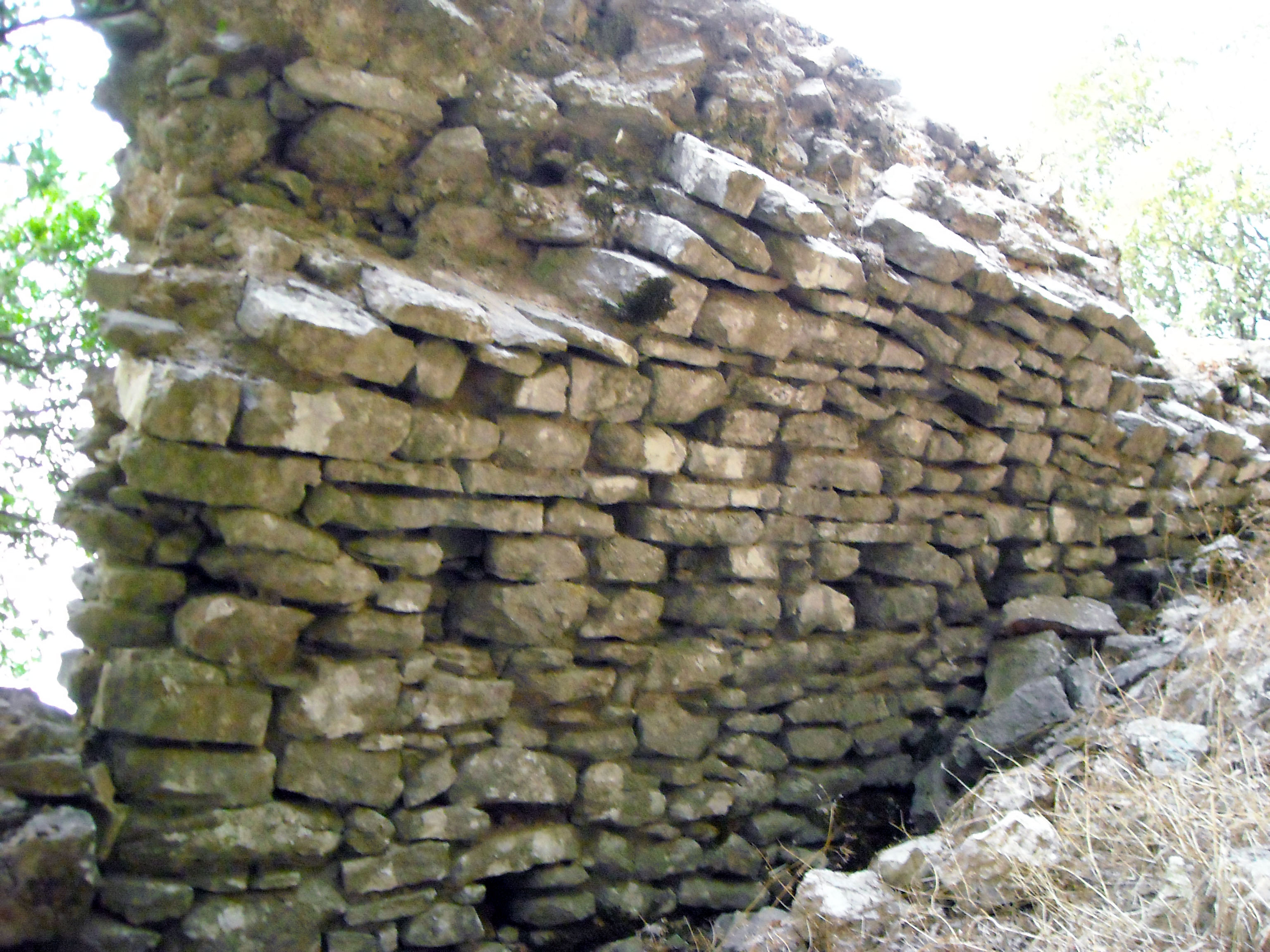
Parte del muro del castillo de Araklovon.

El castillo de Araklovon (en griego: Ἀράκλοβον) fue un castillo medieval de la época bizantina situada en el suroeste de Peloponeso en Grecia. El castillo fue construido en la cima de un acantilado escarpado de la montaña Minthi, a una altitud de 980 metros. La ubicación era estratégica, pero también supervisó el único pasaje (droungos) de la ciudad portuaria de Glarentza a las regiones de Mesenia y Gortina. En el momento de la Cuarta Cruzada (aprox. 1204), sirvió como el bastión de Doxapatres Boutsaras, que gobernó la región a su alrededor como un señor independiente.
Durante la campaña para la conquista de Morea, el ejército cruzado bajo Guillermo de Champlitte atacó el castillo con el fin de obtener el control de la zona y que se incorpore al principado latino de Acaya. Sin embargo, la defensa establecida por Boutsaras era fuerte y frustró a las fuerzas invasoras durante varios años. El castillo fue tomado finalmente en aprox. 1210.

## Ubicación
Después de la conquista otomana de Morea, que ocurrió durante el siglo XV, el castillo fue ocupado brevemente por los turcos, que después lo abandonaron. Con el tiempo, la una vez poderosa fortaleza cayó en ruinas, y su ubicación fue olvidada. Después de la creación del moderno estado griego, los arqueólogos e historiadores no pudieron identificar la ubicación exacta del castillo, debido a la limitada información histórica. Más de 24 sitios de castillo, sobre un gran territorio había sido propuesto como el Araklovon, hasta el estudio de un documento del Archivo Grimani (Archivio Grimani) en Venecia finalmente puso fin a la disputa.